# LG Vu

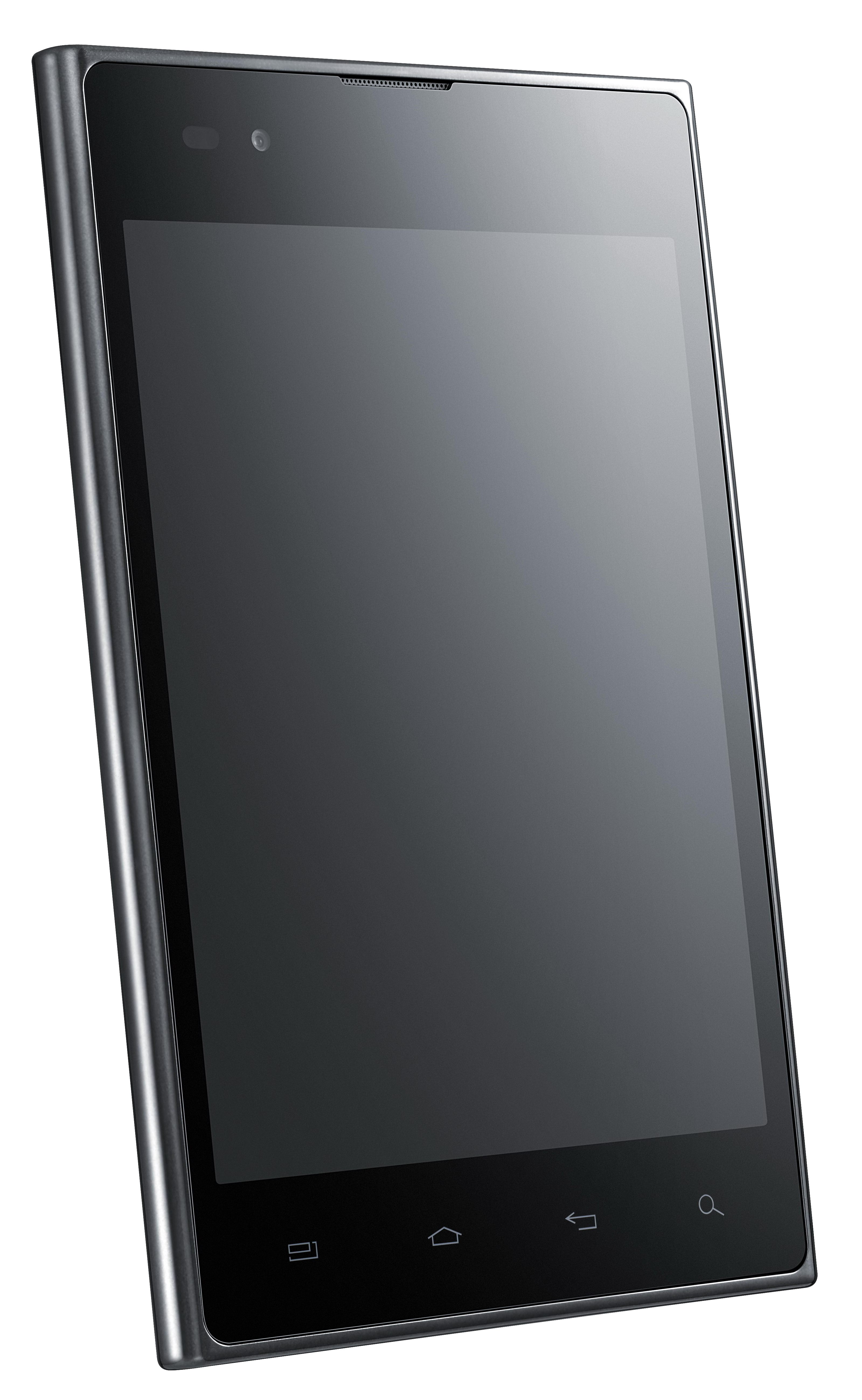
LG Vu

La serie Vu è una linea di dispositivi Android con pennina stilo di fascia alta prodotta da LG Electronics. La denominazione Vu è stata introdotta nel 2012 come ramo della serie LG Optimus per i dispositivi con pennina stilo, ma dopo l'inaugurazione di LG Vu 3 nel settembre 2013 (che non portava il marchio Optimus), LG ha presentato ufficialmente la serie Vu come un marchio distinto separato dalla Optimus.

## Smartphone
- LG Optimus Vu
- LG Optimus Vu II
- LG Vu 3